# Pastilhas Gorila
Gorila é uma marca de pastilhas elásticas produzidas pela empresa portuguesa Lusiteca, empresa fundada em 1968
Em 1975 nasce a Gorila, sucesso que em 1981 dá origem às Super-Gorila, vendidas em embalagens de cinco unidades e muito maiores.
Esta pastilha é uma das mais famosas de Portugal e em alguns países do mundo.[carece de fontes?]